# سليفورد
سليفورد، بلدة سوق وأبرشية مدنية في مقاطعة كيستيفن الشمالية في لنكولنشاير، في ميدلاندز الشرقية في إنجلترا، على بعد حوالي 11 كم شمال شرقي غرانتهام، و16 كم غربي بوسطن (إنجلترا)، و17 كم جنوبي مدينة لنكولن (إنجلترا). يقدر عدد سكانها بحوالي17571 نسمة حسب الإحصاء السكاني عام 2011، ما يشكّل حوالي 15% من إجمالي سكان كستيفين الشمالية.

## التسمية
أقدم سجلات تشير إلى اسم المكان سليفورد وجدت في ميثاق يعود لعام 852 حيث كان الاسم "Sliford" ووجد في الوثائق الأنجلو ساكسونية باسم "Sliowaford". في كتاب ونشيستر (1086)، وجد الاسم كـ "Eslaforde", وفي بدايات القرن الثالث عشر وجد الاسم "Sliforde". في القرن الثالث عشر، يظهر الاسم كـ Lafford. جاء الاسم من اللغة الإنجليزية القديمة من الكلمتين "sliow" و"ford", واللتين تعنيان «فورد فوق نهر موحل»

## المناخ
يظهر الجدول التالي التغييرات المناخية على مدار السنة لسليفورد:
| البيانات المناخية لـسليفورد                                                                                 | البيانات المناخية لـسليفورد | البيانات المناخية لـسليفورد | البيانات المناخية لـسليفورد | البيانات المناخية لـسليفورد | البيانات المناخية لـسليفورد | البيانات المناخية لـسليفورد | البيانات المناخية لـسليفورد | البيانات المناخية لـسليفورد | البيانات المناخية لـسليفورد | البيانات المناخية لـسليفورد | البيانات المناخية لـسليفورد | البيانات المناخية لـسليفورد | البيانات المناخية لـسليفورد |
| الشهر | يناير                       | فبراير                      | مارس                        | أبريل                       | مايو                        | يونيو                       | يوليو                       | أغسطس                       | سبتمبر                      | أكتوبر                      | نوفمبر                      | ديسمبر                      | المعدل السنوي               |
| --- | --------------------------- | --------------------------- | --------------------------- | --------------------------- | --------------------------- | --------------------------- | --------------------------- | --------------------------- | --------------------------- | --------------------------- | --------------------------- | --------------------------- | --------------------------- |
| متوسط درجة الحرارة الكبرى °م (°ف)                                                                           | 6.7 (44.1)                  | 7.2 (45.0)                  | 10.1 (50.2)                 | 12.7 (54.9)                 | 16.1 (61.0)                 | 19.0 (66.2)                 | 21.8 (71.2)                 | 21.5 (70.7)                 | 18.4 (65.1)                 | 14.1 (57.4)                 | 9.6 (49.3)                  | 6.7 (44.1)                  | 13.7 (56.7)                 |
| متوسط درجة الحرارة الصغرى °م (°ف)                                                                           | 1.0 (33.8)                  | 0.8 (33.4)                  | 2.5 (36.5)                  | 4.1 (39.4)                  | 6.9 (44.4)                  | 9.8 (49.6)                  | 12.0 (53.6)                 | 12.0 (53.6)                 | 9.9 (49.8)                  | 6.9 (44.4)                  | 3.6 (38.5)                  | 1.4 (34.5)                  | 5.9 (42.6)                  |
| الهطول مم (إنش)                                                                                             | 50.9 (2.00)                 | 36.3 (1.43)                 | 41.6 (1.64)                 | 47.3 (1.86)                 | 50.1 (1.97)                 | 56.6 (2.23)                 | 54.0 (2.13)                 | 58.1 (2.29)                 | 51.9 (2.04)                 | 58.0 (2.28)                 | 53.9 (2.12)                 | 49.9 (1.96)                 | 608.6 (23.96)               |
| ساعات سطوع الشمس الشهرية                                                                                    | 64.1                        | 81.3                        | 115.4                       | 153.5                       | 200.7                       | 187.0                       | 200.3                       | 187.5                       | 147.9                       | 117.0                       | 72.8                        | 59.6                        | 1٬587٫1                     |
| المصدر: "Sleaford Climate". مكتب الأرصاد الجوية. مؤرشف من الأصل في 2023-03-21. اطلع عليه بتاريخ 2015-01-10. |                             |                             |                             |                             |                             |                             |                             |                             |                             |                             |                             |                             |                             |

## أعلام
- فرانسيس بروك
- جينيفر سوندرز
- إريك طومسون
- باول باتلر
- يان مور
- هربرت سيمبسون
- بيرت فوستر